# الانتخابات النيابية والبلدية البحرينية 2014
أجريت الانتخابات النيابية والبلدية في البحرين في 22 نوفمبر 2014 والجولة الثانية في 29 نوفمبر في الدوائر التي لم يحصل أي مرشح على 50٪ من الأصوات. قاطعت الانتخابات المعارضة الإسلامية الشيعية. أعلنت الحكومة أن نسبة المشاركة بلغت 52.6٪ على الرغم من أن المعارضة ادعت أنها كانت فقط 30٪.
حصل المرشحون المستقلون على 37 من أصل 40 مقعد بينما حصل الإسلاميين السنة على باقي المقاعد. انخفض عدد النواب الشيعة إلى 14 بسبب مقاطعة المعارضة. تراجع تمثيل المرأة من أربعة إلى ثلاثة.

## النظام الانتخابي
يتم انتخاب أربعين عضوا في مجلس النواب عبر دوائر انتخابية ذات العضو الواحد باستخدام نظام من جولتين. يجب أن يكون الناخبون والمرشحون مواطنون بحرينيون ولا يقل عمر الناخب عن 20 سنة ولا يقل عمر المرشح عن 30 سنة. العمال غير البحرينيين بالذات من الهند وبنغلاديش وباكستان الذين هاجروا إلى البحرين في العقود الأخيرة يشكلون أكثر من نصف السكان.

## الخلفية
سياسة البحرين تأخذ شكل الملكية الدستورية حيث الحاكم الوراثي الملك حمد بن عيسى آل خليفة يمارس سلطة كبيرة في سياق دستور عام 2002 وبرلمان منتخب جزئيا. سياسة البحرين طائفية حيث أن الملك هو مسلم سني بينما غالبية المواطنين البحرينيين هم من المسلمين الشيعة.
قاطعت الانتخابات الأولى في عام 2002 الأحزاب السياسية الأكثر شعبية بما في ذلك جمعية الوفاق الوطني الإسلامية الشيعية. كان الاقبال على التصويت بلغ 53٪ حيث حصلت جمعية الأصالة الإسلامية السلفية على أغلب المقاعد بحصولها على 6 مقاعد من أصل 40 مقعد.
ألغت جمعية الوفاق مقاطعتها في الانتخابات القادمة في عام 2006 على الرغم من انفصال حركة حق التي استمرت في الدعوة إلى المقاطعة. زاد الإقبال على التصويت حيث بلغ 72٪ ونتج عنه فوز الوفاق بـ17 مقعد من أصل 40 مقعد والإسلاميين السنة والإخوان المسلمون عبر جميعتهما السياسيتين الأصالة والمنبر فازتا جميعا باثني عشر مقعد. ومع ذلك استمرت عم الملك خليفة بن سلمان آل خليفة رئيسا للوزراء مع اختيار ما يقارب من نصف مجلس الوزراء من عائلة آل خليفة الحاكمة.
شهدت انتخابات عام 2010 خسارة الإسلاميون السنة أكثر مقاعدهم للمستقلين. حصلت جمعية الوفاق على 64% من الأصوات على الرغم من اعتقال الناطقين باسم المعارضة ومزاعم بتزوير الانتخابات. ومع ذلك فقد زادت مقاعد الوفاق إلى 18 مقعد بسبب حدود الدوائر الانتخابية غير متكافئة. بعد شهرين من نهاية الانتخابات بدأت ثورات الربيع العربي في تونس بينما بدأت في البحرين في فبراير 2011 باحتجاجات دوار اللؤلؤة. قامت قوات الأمن بابعاد المحتجين من دوار اللؤلؤة في مارس 2011. استقال جميع نواب جمعية الوفاق الثمانية عشر من مجلس النواب. فاز بالمقاعد الشاغرة المستقلين في الانتخابات التكميلية اللاحقة.

## الحملة
سجل 266 مرشحا للانتخابات للفوز بأربعين مقعد في مجلس النواب بما في ذلك 22 امرأة. مثل 36 مرشح فقط الجمعيات السياسية بينما الباقون كانوا مستقلين. وصف المرشحون بأن معظمهم من السنة على الرغم من الأغلبية الشيعية في البلاد. قالت وسائل الإعلام المعارضة أن معظم هؤلاء كانوا مجهولون عشوائيون الذين استغلوا هذه الفرصة الذهبية التي تضمن راتب سنوي 56700 دينار بحريني (150 ألف دولار أمريكي) ومعاش تقاعدي سخي وجواز سفر دبلوماسي وسيارة.
في أكتوبر 2014 أعلنت خمسة جمعيات سياسية معارضة بما في ذلك الوفاق الإسلامية الشيعية ووعد اليسارية مقاطعة الانتخابات مدعية أن الانتخابات لن تكون نزيهة وأنها ستكون محاولة لاقامة الحكم المطلق في البحرين.
شارك تسع جمعيات سياسية في الانتخابات. جمعية المنبر الوطني الإسلامي شكلت ائتلاف سمي تحالف الفاتح مع ثلاث جمعيات سياسية أخرى وهي: تجمع الوحدة الوطنية وجمعية ميثاق العمل الوطني وجمعية الوسط العربي الإسلامي بينما فضلت جمعية الأصالة الإسلامية السلفية أن تبقى وحيدة كما فعلت جمعية الوطن العلمانية.

## النتائج
الجولة الأولى شهدت فوز ستة مرشحين فقط بينما اتجهت 33 دائرة انتخابية إلى جولة إعادة في 29 نوفمبر بينما فاز مرشح واحد فقط بالتزكية. المرشحون الستة الفائزون كانوا من المستقلون باستثناء واحد من جمعية الأصالة. أربع مرشحين من جمعية المنبر وثلاثة من الأصالة واثنان من جمعيات الميثاق والوسط والوطن وواحد من الوسط العربي انتقلوا إلى جولة الإعادة.
شهدت الجولة الثانية فوز اثنين فقط من الجمعيات السياسية أحدهما من الأصالة والآخر من المنبر. استطاع المستقلون تحقيق أكبر المكاسب منهم 14 مرشح من الأغلبية الشيعية. 10 نواب سابقين فقط من أصل 40 نائب استطاعوا من الفوز في الانتخابات الحالية. من أصل 23 مترشحة تم انتخاب ثلاثة فقط أي أقل بواحدة عن انتخابات 2010.

## بعد
بعد أن تم تحديد أعضاء مجلس النواب فإن الملك سيعين 40 شخصا أعضاء في مجلس الشورى وسيتم الدعوة لانعقاد المجلس الوطني في 14 ديسمبر. قدمت الحكومة استقالتها ثم تم التجديد لخليفة بن سلمان آل خليفة لتولي رئاسة الحكومة.

## نتائج الانتخابات النيابية

### محافظة العاصمة
| الاسم         | عدد الأصوات الجولة الأولى | النسبة المئوية الجولة الأولى | عدد الأصوات الجولة الثانية | النسبة المئوية الجولة الثانية |
| ------------- | ------------------------- | ---------------------------- | -------------------------- | ----------------------------- |
| عادل العسومي  | 2068                      | 47.46%                       | 2265                       | 54.50%                        |
| خالد صليبيخ   | 1491                      | 34.22%                       | 1891                       | 45.50%                        |
| أحمد العوضي   | 93                        | 2.13%                        |                            |                               |
| إبراهيم جناحي | 631                       | 14.48%                       |                            |                               |
| أحمد العباسي  | 74                        | 1.70%                        |                            |                               |

| الاسم             | عدد الأصوات الجولة الأولى | النسبة المئوية الجولة الأولى | عدد الأصوات الجولة الثانية | النسبة المئوية الجولة الثانية |
| ----------------- | ------------------------- | ---------------------------- | -------------------------- | ----------------------------- |
| أحمد قراطة        | 946                       | 36.34%                       | 1224                       | 60.30%                        |
| السيد هاشم العلوي | 622                       | 23.90%                       | 806                        | 39.70%                        |
| فيصل العرادي      | 94                        | 3.61%                        |                            |                               |
| ابتسام هجرس       | 412                       | 15.83%                       |                            |                               |
| علاء الدين أبوعلي | 105                       | 4.03%                        |                            |                               |
| أحمد غالب         | 112                       | 4.30%                        |                            |                               |
| فيصل بن رجب       | 312                       | 11.99%                       |                            |                               |

| الاسم              | عدد الأصوات الجولة الأولى | النسبة المئوية الجولة الأولى | عدد الأصوات الجولة الثانية | النسبة المئوية الجولة الثانية |
| ------------------ | ------------------------- | ---------------------------- | -------------------------- | ----------------------------- |
| عادل حميد          | 203                       | 24.00%                       | 394                        | 65.02%                        |
| علي شمطوط          | 246                       | 29.08%                       | 212                        | 34.98%                        |
| محمد الموالي       | 29                        | 3.43%                        |                            |                               |
| عمار المحاري       | 84                        | 9.93%                        |                            |                               |
| عباس سراج          | 123                       | 14.54%                       |                            |                               |
| عباس كايد          | 107                       | 12.65%                       |                            |                               |
| السيد هاشم العرادي | 54                        | 6.38%                        |                            |                               |

| الاسم             | عدد الأصوات الجولة الأولى | النسبة المئوية الجولة الأولى | عدد الأصوات الجولة الثانية | النسبة المئوية الجولة الثانية |
| ----------------- | ------------------------- | ---------------------------- | -------------------------- | ----------------------------- |
| عبد الرحمن بومجيد | 1773                      | 42.58%                       | 2052                       | 59.55%                        |
| إبراهيم المناعي   | 738                       | 17.72%                       | 1394                       | 40.45%                        |
| عدنان النعيمي     | 103                       | 2.47%                        |                            |                               |
| فاضل البدو        | 223                       | 5.36%                        |                            |                               |
| حسن بوخماس        | 678                       | 16.28%                       |                            |                               |
| عمار البناي       | 649                       | 15.59%                       |                            |                               |

| الاسم          | عدد الأصوات الجولة الأولى | النسبة المئوية الجولة الأولى | عدد الأصوات الجولة الثانية | النسبة المئوية الجولة الثانية |
| -------------- | ------------------------- | ---------------------------- | -------------------------- | ----------------------------- |
| ناصر القصير    | 821                       | 35.98%                       | 1047                       | 55.60%                        |
| وفاء أجور      | 523                       | 22.92%                       | 836                        | 44.40%                        |
| حسين بوخماس    | 118                       | 5.17%                        |                            |                               |
| رشاد عز الدين  | 32                        | 1.40%                        |                            |                               |
| عادل آل صفر    | 368                       | 16.13%                       |                            |                               |
| كاظم العويناتي | 117                       | 5.13%                        |                            |                               |
| محمود الحمر    | 143                       | 6.27%                        |                            |                               |
| إبراهيم العوضي | 96                        | 4.21%                        |                            |                               |
| باسمة صالح     | 64                        | 2.80%                        |                            |                               |

| الاسم            | عدد الأصوات الجولة الأولى | النسبة المئوية الجولة الأولى | عدد الأصوات الجولة الثانية | النسبة المئوية الجولة الثانية |
| ---------------- | ------------------------- | ---------------------------- | -------------------------- | ----------------------------- |
| علي العطيش       | 1039                      | 41.78%                       | 1280                       | 69.30%                        |
| عبد الله الكوهجي | 835                       | 33.57%                       | 567                        | 30.70%                        |
| معصومة حسن       | 438                       | 17.61%                       |                            |                               |
| إحسان الفرج      | 63                        | 2.53%                        |                            |                               |
| عبد النبي مهدي   | 112                       | 4.50%                        |                            |                               |

| الاسم            | عدد الأصوات الجولة الأولى | النسبة المئوية الجولة الأولى | عدد الأصوات الجولة الثانية | النسبة المئوية الجولة الثانية |
| ---------------- | ------------------------- | ---------------------------- | -------------------------- | ----------------------------- |
| أسامة الخاجة     | 1458                      | 32.90%                       | 2094                       | 60.40%                        |
| زينب عبد الأمير  | 1092                      | 24.64%                       | 1373                       | 39.60%                        |
| عبد الله الدرازي | 610                       | 13.77%                       |                            |                               |
| خالد القوتي      | 656                       | 14.80%                       |                            |                               |
| رضا شكر الله     | 615                       | 13.88%                       |                            |                               |

| الاسم        | عدد الأصوات الجولة الأولى | النسبة المئوية الجولة الأولى | عدد الأصوات الجولة الثانية | النسبة المئوية الجولة الثانية |
| ------------ | ------------------------- | ---------------------------- | -------------------------- | ----------------------------- |
| مجيد العصفور | تزكية                     | 100%                         |                            |                               |

| الاسم           | عدد الأصوات الجولة الأولى | النسبة المئوية الجولة الأولى | عدد الأصوات الجولة الثانية | النسبة المئوية الجولة الثانية |
| --------------- | ------------------------- | ---------------------------- | -------------------------- | ----------------------------- |
| محمد جعفر       | 266                       | 34.46%                       | 500                        | 62.27%                        |
| إبراهيم العصفور | 302                       | 39.12%                       | 303                        | 37.73%                        |
| محمد آل عباس    | 204                       | 26.42%                       |                            |                               |

| الاسم              | عدد الأصوات الجولة الأولى | النسبة المئوية الجولة الأولى | عدد الأصوات الجولة الثانية | النسبة المئوية الجولة الثانية |
| ------------------ | ------------------------- | ---------------------------- | -------------------------- | ----------------------------- |
| نبيل البلوشي       | 877                       | 19.10%                       | 2151                       | 55.97%                        |
| علي إسحاقي         | 758                       | 16.51%                       | 1692                       | 44.03%                        |
| ياسر بوخوة         | 55                        | 1.20%                        |                            |                               |
| خليفة صليبيخ       | 328                       | 7.14%                        |                            |                               |
| عطية الله آل سنان  | 533                       | 11.61%                       |                            |                               |
| السيد عادل أحمد    | 593                       | 12.91%                       |                            |                               |
| محمد المرخ         | 164                       | 3.57%                        |                            |                               |
| وجيه باقر          | 410                       | 8.93%                        |                            |                               |
| سمية الجودر        | 152                       | 3.31%                        |                            |                               |
| عبد الحميد البقيشي | 12                        | 0.26%                        |                            |                               |
| لولوة مطلق         | 267                       | 5.81%                        |                            |                               |
| سلمان الصفار       | 129                       | 2.81%                        |                            |                               |
| ياسر سعيد حسين     | 121                       | 2.64%                        |                            |                               |
| نورة معتوق         | 135                       | 2.94%                        |                            |                               |
| طارق جابر          | 58                        | 1.26%                        |                            |                               |

### محافظة المحرق
| الاسم              | عدد الأصوات الجولة الأولى | النسبة المئوية الجولة الأولى | عدد الأصوات الجولة الثانية | النسبة المئوية الجولة الثانية |
| ------------------ | ------------------------- | ---------------------------- | -------------------------- | ----------------------------- |
| علي بوفرسن         | 1569                      | 23.57%                       | 3182                       | 54.18%                        |
| سعدي محمد عبد الله | 1986                      | 29.83%                       | 2691                       | 45.82%                        |
| محمد القلاليف      | 226                       | 3.39%                        |                            |                               |
| ثاني رشدان         | 115                       | 1.73%                        |                            |                               |
| يحيى مجدمي         | 345                       | 5.18%                        |                            |                               |
| أحمد عاشير         | 397                       | 5.96%                        |                            |                               |
| أحمد العبيدلي      | 416                       | 6.25%                        |                            |                               |
| محمد الحسيني       | 1451                      | 21.79%                       |                            |                               |
| أحمد عقاب          | 153                       | 2.30%                        |                            |                               |

| الاسم               | عدد الأصوات الجولة الأولى | النسبة المئوية الجولة الأولى | عدد الأصوات الجولة الثانية | النسبة المئوية الجولة الثانية |
| ------------------- | ------------------------- | ---------------------------- | -------------------------- | ----------------------------- |
| إبراهيم الحمادي     | 1761                      | 30.26%                       | 2761                       | 51.41%                        |
| عبد المنعم العيد    | 1550                      | 26.64%                       | 2610                       | 48.59%                        |
| سالم رجب            | 524                       | 9.00%                        |                            |                               |
| عبد الرحمن بن زيمان | 195                       | 3.35%                        |                            |                               |
| خالد بوجيري         | 54                        | 0.93%                        |                            |                               |
| محمد البوعينين      | 357                       | 6.14%                        |                            |                               |
| أحمد الجودر         | 127                       | 2.18%                        |                            |                               |
| وحيد الدوسري        | 1251                      | 21.50%                       |                            |                               |

| الاسم                | عدد الأصوات الجولة الأولى | النسبة المئوية الجولة الأولى | عدد الأصوات الجولة الثانية | النسبة المئوية الجولة الثانية |
| -------------------- | ------------------------- | ---------------------------- | -------------------------- | ----------------------------- |
| جمال بوحسن           | 1219                      | 21.58%                       | 2568                       | 52.31%                        |
| أحمد آل بن علي       | 1061                      | 18.78%                       | 2341                       | 47.69%                        |
| عبد الله محمد        | 52                        | 0.92%                        |                            |                               |
| عادل بوعنق           | 693                       | 12.27%                       |                            |                               |
| عبد الناصر المحميد   | 555                       | 9.82%                        |                            |                               |
| محمد مراد            | 631                       | 11.17%                       |                            |                               |
| محمد عبد الله المطوع | 1032                      | 18.27%                       |                            |                               |
| يوسف العوضي          | 176                       | 3.12%                        |                            |                               |
| عبد الرحمن فخرو      | 170                       | 3.01%                        |                            |                               |
| محمد أحمدي           | 61                        | 1.08%                        |                            |                               |

| الاسم             | عدد الأصوات الجولة الأولى | النسبة المئوية الجولة الأولى | عدد الأصوات الجولة الثانية | النسبة المئوية الجولة الثانية |
| ----------------- | ------------------------- | ---------------------------- | -------------------------- | ----------------------------- |
| عيسى الكوهجي      | 3022                      | 50.82%                       |                            |                               |
| ريما هلال         | 887                       | 14.92%                       |                            |                               |
| عبد الله العيناتي | 675                       | 11.35%                       |                            |                               |
| حمد المعراج       | 590                       | 9.92%                        |                            |                               |
| محمد خيامي        | 154                       | 2.59%                        |                            |                               |
| محمد المرباطي     | 422                       | 7.10%                        |                            |                               |
| ماجد العطاوي      | 196                       | 3.30%                        |                            |                               |

| الاسم             | عدد الأصوات الجولة الأولى | النسبة المئوية الجولة الأولى | عدد الأصوات الجولة الثانية | النسبة المئوية الجولة الثانية |
| ----------------- | ------------------------- | ---------------------------- | -------------------------- | ----------------------------- |
| محمد الجودر       | 1252                      | 20.46%                       | 3358                       | 61.20%                        |
| خالد بوعنق        | 1245                      | 20.34%                       | 2129                       | 38.80%                        |
| محمود المحمود     | 1020                      | 16.67%                       |                            |                               |
| أحمد المناعي      | 90                        | 1.47%                        |                            |                               |
| سامي الشاعر       | 309                       | 5.05%                        |                            |                               |
| محمد الفرج        | 583                       | 9.53%                        |                            |                               |
| محمد الدخيل       | 653                       | 10.67%                       |                            |                               |
| جمال سعد          | 402                       | 6.57%                        |                            |                               |
| إبراهيم أحمد      | 62                        | 1.01%                        |                            |                               |
| عبد العزيز الماجد | 504                       | 8.24%                        |                            |                               |

| الاسم         | عدد الأصوات الجولة الأولى | النسبة المئوية الجولة الأولى | عدد الأصوات الجولة الثانية | النسبة المئوية الجولة الثانية |
| ------------- | ------------------------- | ---------------------------- | -------------------------- | ----------------------------- |
| عباس الماضي   | 273                       | 38.83%                       | 308                        | 52.92%                        |
| نبيل العشيري  | 270                       | 38.41%                       | 274                        | 47.08%                        |
| حسن السماهيجي | 82                        | 11.66%                       |                            |                               |
| عباس الفرج    | 78                        | 11.10%                       |                            |                               |

| الاسم             | عدد الأصوات الجولة الأولى | النسبة المئوية الجولة الأولى | عدد الأصوات الجولة الثانية | النسبة المئوية الجولة الثانية |
| ----------------- | ------------------------- | ---------------------------- | -------------------------- | ----------------------------- |
| علي المقلة        | 1599                      | 17.12%                       | 4057                       | 50.55%                        |
| ناصر الفضالة      | 1525                      | 16.33%                       | 3968                       | 49.45%                        |
| محمد السليطي      | 1493                      | 15.99%                       |                            |                               |
| خالد إبراهيم      | 912                       | 9.77%                        |                            |                               |
| بدر الحمادي       | 1474                      | 15.78%                       |                            |                               |
| محمد الوزان       | 528                       | 5.65%                        |                            |                               |
| محمد الملا        | 363                       | 3.89%                        |                            |                               |
| عادل المناعي      | 331                       | 3.54%                        |                            |                               |
| عبد الرحمن الخشرم | 1114                      | 11.93%                       |                            |                               |

| الاسم            | عدد الأصوات الجولة الأولى | النسبة المئوية الجولة الأولى | عدد الأصوات الجولة الثانية | النسبة المئوية الجولة الثانية |
| ---------------- | ------------------------- | ---------------------------- | -------------------------- | ----------------------------- |
| عبد الرحمن بوعلي | 4197                      | 55.66%                       |                            |                               |
| سمير الخادم      | 3020                      | 40.05%                       |                            |                               |
| عبد الله بوغمار  | 323                       | 4.28%                        |                            |                               |

### المحافظة الشمالية
| الاسم         | عدد الأصوات الجولة الأولى | النسبة المئوية الجولة الأولى | عدد الأصوات الجولة الثانية | النسبة المئوية الجولة الثانية |
| ------------- | ------------------------- | ---------------------------- | -------------------------- | ----------------------------- |
| فاطمة العصفور | 183                       | 25.96%                       | 276                        | 51.11%                        |
| علي الدرازي   | 189                       | 26.81%                       | 264                        | 48.89%                        |
| ياسر نصيف     | 68                        | 9.65%                        |                            |                               |
| محمد شهاب     | 21                        | 2.98%                        |                            |                               |
| حسين محمد     | 164                       | 23.26%                       |                            |                               |
| جعفر العصفور  | 33                        | 4.68%                        |                            |                               |
| محمد ربيع     | 47                        | 6.67%                        |                            |                               |

| الاسم        | عدد الأصوات الجولة الأولى | النسبة المئوية الجولة الأولى | عدد الأصوات الجولة الثانية | النسبة المئوية الجولة الثانية |
| ------------ | ------------------------- | ---------------------------- | -------------------------- | ----------------------------- |
| جلال كاظم    | 183                       | 41.03%                       | 247                        | 66.76%                        |
| حسين الحمر   | 170                       | 38.12%                       | 123                        | 33.24%                        |
| فاضل الدرازي | 93                        | 20.85%                       |                            |                               |

| الاسم              | عدد الأصوات الجولة الأولى | النسبة المئوية الجولة الأولى | عدد الأصوات الجولة الثانية | النسبة المئوية الجولة الثانية |
| ------------------ | ------------------------- | ---------------------------- | -------------------------- | ----------------------------- |
| حمد الدوسري        | 1086                      | 28.71%                       | 1984                       | 58.56%                        |
| حسن الدوسري        | 1437                      | 38.00%                       | 1404                       | 41.44%                        |
| ممدوح مرهون        | 35                        | 0.93%                        |                            |                               |
| فراس نور الدين     | 493                       | 13.04%                       |                            |                               |
| عادل الدوسري       | 697                       | 18.43%                       |                            |                               |
| عبد العزيز الذوادي | 34                        | 0.90%                        |                            |                               |

| الاسم        | عدد الأصوات الجولة الأولى | النسبة المئوية الجولة الأولى | عدد الأصوات الجولة الثانية | النسبة المئوية الجولة الثانية |
| ------------ | ------------------------- | ---------------------------- | -------------------------- | ----------------------------- |
| غازي آل رحمة | 646                       | 29.35%                       | 853                        | 55.82%                        |
| نواف السيد   | 571                       | 25.94%                       | 675                        | 44.18%                        |
| هدى رضي      | 438                       | 19.90%                       |                            |                               |
| حسين جواد    | 335                       | 15.22%                       |                            |                               |
| محمد عليوي   | 211                       | 9.59%                        |                            |                               |

| الاسم           | عدد الأصوات الجولة الأولى | النسبة المئوية الجولة الأولى | عدد الأصوات الجولة الثانية | النسبة المئوية الجولة الثانية |
| --------------- | ------------------------- | ---------------------------- | -------------------------- | ----------------------------- |
| علي العرادي     | 339                       | 22.65%                       | 534                        | 53.35%                        |
| جميل الرويعي    | 338                       | 22.58%                       | 467                        | 46.65%                        |
| أحمد النجار     | 236                       | 15.76%                       |                            |                               |
| محمد خليل       | 30                        | 2.00%                        |                            |                               |
| فاضل الحرز      | 100                       | 6.68%                        |                            |                               |
| محمد محسن       | 65                        | 4.34%                        |                            |                               |
| عيسى أسد الله   | 91                        | 6.08%                        |                            |                               |
| نبيل اللبابيدي  | 98                        | 6.55%                        |                            |                               |
| جميل المحاري    | 104                       | 6.95%                        |                            |                               |
| حنان عبد العزيز | 96                        | 6.41%                        |                            |                               |

| الاسم           | عدد الأصوات الجولة الأولى | النسبة المئوية الجولة الأولى | عدد الأصوات الجولة الثانية | النسبة المئوية الجولة الثانية |
| --------------- | ------------------------- | ---------------------------- | -------------------------- | ----------------------------- |
| رؤى الحايكي     | 718                       | 37.26%                       | 762                        | 61.30%                        |
| محمد آل عصفور   | 323                       | 16.76%                       | 481                        | 38.70%                        |
| مجيد صالح       | 280                       | 14.53%                       |                            |                               |
| محمد البحار     | 199                       | 10.33%                       |                            |                               |
| يونس غريب       | 31                        | 1.61%                        |                            |                               |
| علي الصائغ      | 54                        | 2.80%                        |                            |                               |
| محمد العالي     | 261                       | 13.54%                       |                            |                               |
| السيد مؤيد نعمة | 61                        | 3.17%                        |                            |                               |

| الاسم             | عدد الأصوات الجولة الأولى | النسبة المئوية الجولة الأولى | عدد الأصوات الجولة الثانية | النسبة المئوية الجولة الثانية |
| ----------------- | ------------------------- | ---------------------------- | -------------------------- | ----------------------------- |
| ماجد الماجد       | 366                       | 28.64%                       | 489                        | 55.51%                        |
| محمد بن رجب       | 199                       | 15.57%                       | 392                        | 44.49%                        |
| أحمد حسن          | 109                       | 8.53%                        |                            |                               |
| علي سكران         | 104                       | 8.14%                        |                            |                               |
| علي أحمد          | 41                        | 3.21%                        |                            |                               |
| عبد الجليل العالي | 90                        | 7.04%                        |                            |                               |
| جميل عباس         | 75                        | 5.87%                        |                            |                               |
| مجيد أديب         | 101                       | 7.90%                        |                            |                               |
| منير إبراهيم      | 193                       | 15.10%                       |                            |                               |

| الاسم        | عدد الأصوات الجولة الأولى | النسبة المئوية الجولة الأولى | عدد الأصوات الجولة الثانية | النسبة المئوية الجولة الثانية |
| ------------ | ------------------------- | ---------------------------- | -------------------------- | ----------------------------- |
| عيسى تركي    | 2158                      | 36.92%                       | 3101                       | 58.48%                        |
| عادل الذوادي | 1848                      | 31.62%                       | 2202                       | 41.52%                        |
| جاسم هجرس    | 1352                      | 23.13%                       |                            |                               |
| بدر الدوسري  | 143                       | 2.45%                        |                            |                               |
| مريم المحروس | 344                       | 5.89%                        |                            |                               |

| الاسم                 | عدد الأصوات الجولة الأولى | النسبة المئوية الجولة الأولى | عدد الأصوات الجولة الثانية | النسبة المئوية الجولة الثانية |
| --------------------- | ------------------------- | ---------------------------- | -------------------------- | ----------------------------- |
| عبد الحميد عبد الحسين | 1061                      | 22.90%                       | 1977                       | 56.12%                        |
| حسن العلوي            | 1091                      | 23.54%                       | 1546                       | 43.88%                        |
| أحمد عراد             | 258                       | 5.57%                        |                            |                               |
| محمد الحسن            | 421                       | 9.09%                        |                            |                               |
| يوسف زينل             | 952                       | 20.54%                       |                            |                               |
| عبد الله طرار         | 536                       | 11.57%                       |                            |                               |
| أحمد يوسف             | 52                        | 1.12%                        |                            |                               |
| محمود عبد الرحمن      | 177                       | 3.82%                        |                            |                               |
| أحمد القاهري          | 86                        | 1.86%                        |                            |                               |

| الاسم                      | عدد الأصوات الجولة الأولى | النسبة المئوية الجولة الأولى | عدد الأصوات الجولة الثانية | النسبة المئوية الجولة الثانية |
| -------------------------- | ------------------------- | ---------------------------- | -------------------------- | ----------------------------- |
| محمد العمادي               | 3643                      | 49.07%                       | 4551                       | 66.67%                        |
| خالد المالود               | 2138                      | 28.80%                       | 2275                       | 33.33%                        |
| سيما اللنجاوي              | 798                       | 10.75%                       |                            |                               |
| هشام ربيعه                 | 334                       | 4.50%                        |                            |                               |
| السيد عبد القادر محي الدين | 137                       | 1.85%                        |                            |                               |
| سعد سلطان                  | 317                       | 4.27%                        |                            |                               |
| خالد الزباري               | 57                        | 0.77%                        |                            |                               |

| الاسم        | عدد الأصوات الجولة الأولى | النسبة المئوية الجولة الأولى | عدد الأصوات الجولة الثانية | النسبة المئوية الجولة الثانية |
| ------------ | ------------------------- | ---------------------------- | -------------------------- | ----------------------------- |
| جمال داود    | 3097                      | 61.67%                       |                            |                               |
| علي الفضلي   | 435                       | 8.66%                        |                            |                               |
| جعفر الحميري | 493                       | 9.82%                        |                            |                               |
| محمد بوقيس   | 582                       | 11.59%                       |                            |                               |
| ثامر القرعان | 415                       | 8.26%                        |                            |                               |

| الاسم                 | عدد الأصوات الجولة الأولى | النسبة المئوية الجولة الأولى | عدد الأصوات الجولة الثانية | النسبة المئوية الجولة الثانية |
| --------------------- | ------------------------- | ---------------------------- | -------------------------- | ----------------------------- |
| جميلة السماك          | 963                       | 46.50%                       | 1158                       | 71.26%                        |
| عماد السيد عبد الرزاق | 315                       | 15.21%                       | 467                        | 28.74%                        |
| علي باقر              | 150                       | 7.24%                        |                            |                               |
| علي فردان             | 111                       | 5.36%                        |                            |                               |
| خالد عبد العال        | 287                       | 13.86%                       |                            |                               |
| عبد الرزاق فردان      | 245                       | 11.83%                       |                            |                               |

### المحافظة الجنوبية
| الاسم                  | عدد الأصوات الجولة الأولى | النسبة المئوية الجولة الأولى | عدد الأصوات الجولة الثانية | النسبة المئوية الجولة الثانية |
| ---------------------- | ------------------------- | ---------------------------- | -------------------------- | ----------------------------- |
| خالد عبد العزيز الشاعر | 1797                      | 33.14%                       | 3281                       | 67.79%                        |
| عدنان المالكي          | 1198                      | 22.10%                       | 1559                       | 32.21%                        |
| جيهان محمد             | 300                       | 5.53%                        |                            |                               |
| خالد القطان            | 775                       | 14.29%                       |                            |                               |
| جعفر حبيب              | 140                       | 2.58%                        |                            |                               |
| عبد الغني الحايكي      | 31                        | 0.57%                        |                            |                               |
| سلمان الشيخ            | 69                        | 1.27%                        |                            |                               |
| أحمد العامر            | 984                       | 18.15%                       |                            |                               |
| عبد الرحمن عبد الله    | 85                        | 1.57%                        |                            |                               |
| أنور قمبر              | 43                        | 0.79%                        |                            |                               |

| الاسم          | عدد الأصوات الجولة الأولى | النسبة المئوية الجولة الأولى | عدد الأصوات الجولة الثانية | النسبة المئوية الجولة الثانية |
| -------------- | ------------------------- | ---------------------------- | -------------------------- | ----------------------------- |
| محمد الأحمد    | 1519                      | 27.43%                       | 3163                       | 66.30%                        |
| عيسى القاضي    | 1169                      | 21.11%                       | 1608                       | 33.70%                        |
| فيض الشرقاوي   | 1012                      | 18.28%                       |                            |                               |
| عبد العزيز مطر | 317                       | 5.73%                        |                            |                               |
| محمد الذوادي   | 274                       | 4.95%                        |                            |                               |
| يعقوب نسيم     | 983                       | 17.75%                       |                            |                               |
| أحمد مطر       | 173                       | 3.12%                        |                            |                               |
| أحمد المرباطي  | 90                        | 1.63%                        |                            |                               |

| الاسم           | عدد الأصوات الجولة الأولى | النسبة المئوية الجولة الأولى | عدد الأصوات الجولة الثانية | النسبة المئوية الجولة الثانية |
| --------------- | ------------------------- | ---------------------------- | -------------------------- | ----------------------------- |
| عبد الحليم مراد | 3716                      | 63.40%                       |                            |                               |
| حسن العلي       | 331                       | 5.65%                        |                            |                               |
| محمد المالود    | 40                        | 0.68%                        |                            |                               |
| ناجي الدوسري    | 630                       | 10.75%                       |                            |                               |
| محمد الحوسني    | 841                       | 14.35%                       |                            |                               |
| عبد الله الحجي  | 303                       | 5.17%                        |                            |                               |

| الاسم            | عدد الأصوات الجولة الأولى | النسبة المئوية الجولة الأولى | عدد الأصوات الجولة الثانية | النسبة المئوية الجولة الثانية |
| ---------------- | ------------------------- | ---------------------------- | -------------------------- | ----------------------------- |
| محمد المعرفي     | 2656                      | 41.00%                       | 2938                       | 50.79%                        |
| عبد الحميد الشيخ | 1824                      | 28.16%                       | 2847                       | 49.21%                        |
| نبيل المسيفر     | 515                       | 7.95%                        |                            |                               |
| عبد الرحمن أخوند | 385                       | 5.94%                        |                            |                               |
| فيصل البوفلاح    | 110                       | 1.70%                        |                            |                               |
| إبراهيم المناعي  | 772                       | 11.92%                       |                            |                               |
| أشرف العصار      | 216                       | 3.33%                        |                            |                               |

| الاسم           | عدد الأصوات الجولة الأولى | النسبة المئوية الجولة الأولى | عدد الأصوات الجولة الثانية | النسبة المئوية الجولة الثانية |
| --------------- | ------------------------- | ---------------------------- | -------------------------- | ----------------------------- |
| خليفة الغانم    | 2196                      | 30.26%                       | 3505                       | 52.14%                        |
| فوزية زينل      | 2095                      | 28.86%                       | 3217                       | 47.86%                        |
| نايف الجاسم     | 431                       | 5.94%                        |                            |                               |
| عبد الرزاق حطاب | 1774                      | 24.44%                       |                            |                               |
| حمد قراطة       | 37                        | 0.51%                        |                            |                               |
| عادل الرويعي    | 725                       | 9.99%                        |                            |                               |

| الاسم               | عدد الأصوات الجولة الأولى | النسبة المئوية الجولة الأولى | عدد الأصوات الجولة الثانية | النسبة المئوية الجولة الثانية |
| ------------------- | ------------------------- | ---------------------------- | -------------------------- | ----------------------------- |
| أنس بوهندي          | 2310                      | 34.66%                       | 3676                       | 62.79%                        |
| محمد البوعينين      | 1040                      | 15.61%                       | 2178                       | 37.21%                        |
| عبد الله عبد الرحمن | 136                       | 2.04%                        |                            |                               |
| نوال الدوسري        | 658                       | 9.87%                        |                            |                               |
| ليلى رجب            | 179                       | 2.69%                        |                            |                               |
| صلاح أحمد           | 613                       | 9.20%                        |                            |                               |
| إبراهيم فخرو        | 943                       | 14.15%                       |                            |                               |
| يوسف الحمدان        | 475                       | 7.13%                        |                            |                               |
| خليفة الدوسري       | 310                       | 4.65%                        |                            |                               |

| الاسم         | عدد الأصوات الجولة الأولى | النسبة المئوية الجولة الأولى | عدد الأصوات الجولة الثانية | النسبة المئوية الجولة الثانية |
| ------------- | ------------------------- | ---------------------------- | -------------------------- | ----------------------------- |
| عبد الله حويل | 2938                      | 45.35%                       | 3540                       | 59.28%                        |
| أحمد الدوسري  | 2775                      | 42.84%                       | 2432                       | 40.72%                        |
| أنور لطس      | 765                       | 11.81%                       |                            |                               |

| الاسم            | عدد الأصوات الجولة الأولى | النسبة المئوية الجولة الأولى | عدد الأصوات الجولة الثانية | النسبة المئوية الجولة الثانية |
| ---------------- | ------------------------- | ---------------------------- | -------------------------- | ----------------------------- |
| ذياب النعيمي     | 1901                      | 36.71%                       | 2787                       | 57.65%                        |
| محمد البوعينين   | 1082                      | 20.90%                       | 2047                       | 42.35%                        |
| محمد عباد        | 748                       | 14.45%                       |                            |                               |
| علي الرميحي      | 51                        | 0.98%                        |                            |                               |
| عبد الله العازمي | 311                       | 6.01%                        |                            |                               |
| نورة بوشهري      | 96                        | 1.85%                        |                            |                               |
| جاسم السعيدي     | 989                       | 19.10%                       |                            |                               |

| الاسم        | عدد الأصوات الجولة الأولى | النسبة المئوية الجولة الأولى | عدد الأصوات الجولة الثانية | النسبة المئوية الجولة الثانية |
| ------------ | ------------------------- | ---------------------------- | -------------------------- | ----------------------------- |
| محسن البكري  | 1784                      | 46.56%                       | 2144                       | 60.34%                        |
| محمد الدوسري | 785                       | 20.49%                       | 1409                       | 39.66%                        |
| متعب الذوادي | 358                       | 9.34%                        |                            |                               |
| محمد القوتي  | 599                       | 15.63%                       |                            |                               |
| يوسف الدوسري | 306                       | 7.99%                        |                            |                               |

| الاسم        | عدد الأصوات الجولة الأولى | النسبة المئوية الجولة الأولى | عدد الأصوات الجولة الثانية | النسبة المئوية الجولة الثانية |
| ------------ | ------------------------- | ---------------------------- | -------------------------- | ----------------------------- |
| أحمد الملا   | 834                       | 80.27%                       |                            |                               |
| خالد الدوسري | 205                       | 19.73%                       |                            |                               |

## نتائج الانتخابات البلدية

### محافظة المحرق
| الاسم           | عدد الأصوات الجولة الأولى | النسبة المئوية الجولة الأولى | عدد الأصوات الجولة الثانية | النسبة المئوية الجولة الثانية |
| --------------- | ------------------------- | ---------------------------- | -------------------------- | ----------------------------- |
| يوسف الريس      | 1833                      | 28.02%                       | 3266                       | 56.26%                        |
| وحيد المناعي    | 1112                      | 17.00%                       | 2539                       | 43.74%                        |
| خليفة المعاودة  | 602                       | 9.20%                        |                            |                               |
| باسم مجدمي      | 472                       | 7.22%                        |                            |                               |
| سامي العطاوي    | 385                       | 5.89%                        |                            |                               |
| خليل البلوشي    | 132                       | 2.02%                        |                            |                               |
| عبد الله السهلي | 606                       | 9.26%                        |                            |                               |
| محمد المضحكي    | 463                       | 7.08%                        |                            |                               |
| محمد الحسن      | 105                       | 1.61%                        |                            |                               |
| أحمد الخشرم     | 181                       | 2.77%                        |                            |                               |
| فلاح الحوسني    | 179                       | 2.74%                        |                            |                               |
| مصعب أحمد       | 280                       | 4.28%                        |                            |                               |
| عبد المجيد حسن  | 151                       | 2.31%                        |                            |                               |
| فؤاد التميمي    | 40                        | 0.61%                        |                            |                               |

| الاسم             | عدد الأصوات الجولة الأولى | النسبة المئوية الجولة الأولى | عدد الأصوات الجولة الثانية | النسبة المئوية الجولة الثانية |
| ----------------- | ------------------------- | ---------------------------- | -------------------------- | ----------------------------- |
| محمد آل سنان      | 2159                      | 37.78%                       | 3545                       | 66.80%                        |
| فاطمة سلمان       | 1422                      | 24.88%                       | 1762                       | 33.20%                        |
| سمية الدوسري      | 331                       | 5.79%                        |                            |                               |
| عبد الناصر الساعي | 466                       | 8.15%                        |                            |                               |
| يعقوب يوسف        | 70                        | 1.22%                        |                            |                               |
| أنور البلوشي      | 684                       | 11.97%                       |                            |                               |
| نبيل عريفي        | 583                       | 10.20%                       |                            |                               |

| الاسم       | عدد الأصوات الجولة الأولى | النسبة المئوية الجولة الأولى | عدد الأصوات الجولة الثانية | النسبة المئوية الجولة الثانية |
| ----------- | ------------------------- | ---------------------------- | -------------------------- | ----------------------------- |
| نجم آل سنان | 2390                      | 42.93%                       | 3200                       | 65.88%                        |
| ياسر البكري | 1692                      | 30.39%                       | 1657                       | 34.12%                        |
| حمد صقر     | 641                       | 11.51%                       |                            |                               |
| أحمد بوعنق  | 705                       | 12.66%                       |                            |                               |
| فهد ناس     | 139                       | 2.50%                        |                            |                               |

| الاسم          | عدد الأصوات الجولة الأولى | النسبة المئوية الجولة الأولى | عدد الأصوات الجولة الثانية | النسبة المئوية الجولة الثانية |
| -------------- | ------------------------- | ---------------------------- | -------------------------- | ----------------------------- |
| غازي المرباطي  | 3157                      | 53.70%                       |                            |                               |
| محمد الشرقاوي  | 759                       | 12.91%                       |                            |                               |
| رمضان ملا بخيت | 1025                      | 17.43%                       |                            |                               |
| فيصل العباسي   | 542                       | 9.22%                        |                            |                               |
| خالد الجابر    | 396                       | 6.74%                        |                            |                               |

| الاسم                | عدد الأصوات الجولة الأولى | النسبة المئوية الجولة الأولى | عدد الأصوات الجولة الثانية | النسبة المئوية الجولة الثانية |
| -------------------- | ------------------------- | ---------------------------- | -------------------------- | ----------------------------- |
| محمد حرز             | 1458                      | 24.04%                       | 3034                       | 55.63%                        |
| نواف بوعلاي          | 1166                      | 19.22%                       | 2420                       | 44.37%                        |
| عبد العزيز آل بورشيد | 259                       | 4.27%                        |                            |                               |
| أحمد محمود           | 1025                      | 16.90%                       |                            |                               |
| محمود الجودر         | 364                       | 6.00%                        |                            |                               |
| رائد مال الله        | 871                       | 14.36%                       |                            |                               |
| يونس بشير            | 411                       | 6.78%                        |                            |                               |
| نبيل العوضي          | 512                       | 8.44%                        |                            |                               |

| الاسم         | عدد الأصوات الجولة الأولى | النسبة المئوية الجولة الأولى | عدد الأصوات الجولة الثانية | النسبة المئوية الجولة الثانية |
| ------------- | ------------------------- | ---------------------------- | -------------------------- | ----------------------------- |
| علي النصوح    | 253                       | 35.73%                       | 321                        | 54.87%                        |
| تغريد علي     | 313                       | 44.21%                       | 264                        | 45.13%                        |
| عبد الله شهاب | 142                       | 20.06%                       |                            |                               |

| الاسم            | عدد الأصوات الجولة الأولى | النسبة المئوية الجولة الأولى | عدد الأصوات الجولة الثانية | النسبة المئوية الجولة الثانية |
| ---------------- | ------------------------- | ---------------------------- | -------------------------- | ----------------------------- |
| صباح الدوسري     | 3014                      | 32.45%                       | 4264                       | 51.42%                        |
| عبد الله البستكي | 2723                      | 29.32%                       | 4029                       | 48.58%                        |
| محمد فخرو        | 1065                      | 11.47%                       |                            |                               |
| أمينة الذوادي    | 549                       | 5.91%                        |                            |                               |
| أسامة بوقيس      | 573                       | 6.17%                        |                            |                               |
| أحمد المقهوي     | 1364                      | 14.69%                       |                            |                               |

| الاسم           | عدد الأصوات الجولة الأولى | النسبة المئوية الجولة الأولى | عدد الأصوات الجولة الثانية | النسبة المئوية الجولة الثانية |
| --------------- | ------------------------- | ---------------------------- | -------------------------- | ----------------------------- |
| يوسف الذوادي    | 1727                      | 23.08%                       | 3652                       | 57.26%                        |
| عبد العزيز زمان | 1951                      | 26.07%                       | 2726                       | 42.74%                        |
| رمزي الجلاليف   | 1340                      | 17.91%                       |                            |                               |
| أمينة بورشيد    | 785                       | 10.49%                       |                            |                               |
| شكري نائم       | 329                       | 4.40%                        |                            |                               |
| عادل البورشيد   | 179                       | 2.39%                        |                            |                               |
| جلال الفرج      | 115                       | 1.54%                        |                            |                               |
| مبارك مخيمر     | 1057                      | 14.13%                       |                            |                               |

### المحافظة الشمالية
| الاسم      | عدد الأصوات الجولة الأولى | النسبة المئوية الجولة الأولى | عدد الأصوات الجولة الثانية | النسبة المئوية الجولة الثانية |
| ---------- | ------------------------- | ---------------------------- | -------------------------- | ----------------------------- |
| علي الشويخ | تزكية                     | 100%                         |                            |                               |

| الاسم            | عدد الأصوات الجولة الأولى | النسبة المئوية الجولة الأولى | عدد الأصوات الجولة الثانية | النسبة المئوية الجولة الثانية |
| ---------------- | ------------------------- | ---------------------------- | -------------------------- | ----------------------------- |
| فاطمة عباس       | 155                       | 33.26%                       | 239                        | 64.59%                        |
| جعفر عبد الواحد  | 112                       | 24.03%                       | 131                        | 35.41%                        |
| بسام شهاب        | 97                        | 20.82%                       |                            |                               |
| السيد مرتضى حيدر | 102                       | 21.89%                       |                            |                               |

| الاسم            | عدد الأصوات الجولة الأولى | النسبة المئوية الجولة الأولى | عدد الأصوات الجولة الثانية | النسبة المئوية الجولة الثانية |
| ---------------- | ------------------------- | ---------------------------- | -------------------------- | ----------------------------- |
| عبد الله الدوسري | 2294                      | 61.80%                       |                            |                               |
| جاسم الدوسري     | 1418                      | 38.20%                       |                            |                               |

| الاسم             | عدد الأصوات الجولة الأولى | النسبة المئوية الجولة الأولى | عدد الأصوات الجولة الثانية | النسبة المئوية الجولة الثانية |
| ----------------- | ------------------------- | ---------------------------- | -------------------------- | ----------------------------- |
| حمد الدوسري       | 741                       | 34.05%                       | 769                        | 51.99%                        |
| حمد إبراهيم       | 384                       | 17.65%                       | 710                        | 48.01%                        |
| عبد العزيز القصاب | 368                       | 16.91%                       |                            |                               |
| خليل سوار         | 164                       | 7.54%                        |                            |                               |
| حسين أحمد         | 146                       | 6.71%                        |                            |                               |
| جاسم مهدي         | 134                       | 6.16%                        |                            |                               |
| حسين المعبر       | 239                       | 10.98%                       |                            |                               |

| الاسم        | عدد الأصوات الجولة الأولى | النسبة المئوية الجولة الأولى | عدد الأصوات الجولة الثانية | النسبة المئوية الجولة الثانية |
| ------------ | ------------------------- | ---------------------------- | -------------------------- | ----------------------------- |
| أحمد الكوهجي | 705                       | 47.28%                       | 585                        | 58.79%                        |
| عيسى العصفور | 416                       | 27.90%                       | 410                        | 41.21%                        |
| شاكر المحاري | 214                       | 14.35%                       |                            |                               |
| محمد العلوي  | 156                       | 10.46%                       |                            |                               |

| الاسم          | عدد الأصوات الجولة الأولى | النسبة المئوية الجولة الأولى | عدد الأصوات الجولة الثانية | النسبة المئوية الجولة الثانية |
| -------------- | ------------------------- | ---------------------------- | -------------------------- | ----------------------------- |
| عبد الله عاشور | 616                       | 32.73%                       | 660                        | 55.46%                        |
| إياد محمد      | 556                       | 29.54%                       | 530                        | 44.54%                        |
| أحمد بوجيري    | 168                       | 8.93%                        |                            |                               |
| عامر الخان     | 542                       | 28.80%                       |                            |                               |

| الاسم       | عدد الأصوات الجولة الأولى | النسبة المئوية الجولة الأولى | عدد الأصوات الجولة الثانية | النسبة المئوية الجولة الثانية |
| ----------- | ------------------------- | ---------------------------- | -------------------------- | ----------------------------- |
| بدور بن رجب | 708                       | 55.97%                       |                            |                               |
| سلمان ميرزا | 205                       | 16.21%                       |                            |                               |
| محمد الراشد | 154                       | 12.17%                       |                            |                               |
| سامر محمد   | 198                       | 15.65%                       |                            |                               |

| الاسم       | عدد الأصوات الجولة الأولى | النسبة المئوية الجولة الأولى | عدد الأصوات الجولة الثانية | النسبة المئوية الجولة الثانية |
| ----------- | ------------------------- | ---------------------------- | -------------------------- | ----------------------------- |
| محمد بالشوك | 2309                      | 40.49%                       | 2746                       | 52.56%                        |
| خالد بورشيد | 1392                      | 24.41%                       | 2479                       | 47.44%                        |
| جاسم بوحسن  | 694                       | 12.17%                       |                            |                               |
| سيف الجنيد  | 1307                      | 22.92%                       |                            |                               |

| الاسم        | عدد الأصوات الجولة الأولى | النسبة المئوية الجولة الأولى | عدد الأصوات الجولة الثانية | النسبة المئوية الجولة الثانية |
| ------------ | ------------------------- | ---------------------------- | -------------------------- | ----------------------------- |
| خالد قمبر    | 1225                      | 27.14%                       | 1947                       | 54.78%                        |
| خليل زينل    | 1748                      | 38.72%                       | 1607                       | 45.22%                        |
| عبد الله مطر | 593                       | 13.14%                       |                            |                               |
| محمد الذوادي | 788                       | 17.46%                       |                            |                               |
| راشد بوصالح  | 160                       | 3.54%                        |                            |                               |

| الاسم        | عدد الأصوات الجولة الأولى | النسبة المئوية الجولة الأولى | عدد الأصوات الجولة الثانية | النسبة المئوية الجولة الثانية |
| ------------ | ------------------------- | ---------------------------- | -------------------------- | ----------------------------- |
| طه الجنيد    | 2482                      | 33.85%                       | 4376                       | 64.74%                        |
| ناجح عبيد    | 2022                      | 27.58%                       | 2383                       | 35.26%                        |
| محمد الظاعن  | 1939                      | 26.45%                       |                            |                               |
| راشد الذوادي | 889                       | 12.12%                       |                            |                               |

| الاسم        | عدد الأصوات الجولة الأولى | النسبة المئوية الجولة الأولى | عدد الأصوات الجولة الثانية | النسبة المئوية الجولة الثانية |
| ------------ | ------------------------- | ---------------------------- | -------------------------- | ----------------------------- |
| محمد بوحمود  | 2128                      | 42.77%                       | 2774                       | 71.42%                        |
| علي إبراهيم  | 922                       | 18.53%                       | 1110                       | 28.58%                        |
| علي حميدان   | 639                       | 12.84%                       |                            |                               |
| خالد سعد     | 712                       | 14.31%                       |                            |                               |
| عيسى النفيعي | 574                       | 11.54%                       |                            |                               |

| الاسم       | عدد الأصوات الجولة الأولى | النسبة المئوية الجولة الأولى | عدد الأصوات الجولة الثانية | النسبة المئوية الجولة الثانية |
| ----------- | ------------------------- | ---------------------------- | -------------------------- | ----------------------------- |
| حسين الخياط | 1229                      | 58.25%                       |                            |                               |
| نرمين سعدي  | 881                       | 41.75%                       |                            |                               |

### المحافظة الجنوبية
| الاسم          | عدد الأصوات الجولة الأولى | النسبة المئوية الجولة الأولى | عدد الأصوات الجولة الثانية | النسبة المئوية الجولة الثانية |
| -------------- | ------------------------- | ---------------------------- | -------------------------- | ----------------------------- |
| عبد الله مبارك | 1905                      | 35.86%                       | 2557                       | 53.38%                        |
| ثابت المطاوعة  | 1778                      | 33.47%                       | 2233                       | 46.62%                        |
| محمد صالح      | 941                       | 17.71%                       |                            |                               |
| عادل الذوادي   | 689                       | 12.97%                       |                            |                               |

| الاسم           | عدد الأصوات الجولة الأولى | النسبة المئوية الجولة الأولى | عدد الأصوات الجولة الثانية | النسبة المئوية الجولة الثانية |
| --------------- | ------------------------- | ---------------------------- | -------------------------- | ----------------------------- |
| محمد الخال      | 764                       | 14.01%                       | 2595                       | 55.24%                        |
| وضحى الدوسري    | 925                       | 16.96%                       | 2103                       | 44.76%                        |
| مال الله شاهين  | 686                       | 12.58%                       |                            |                               |
| السيد علي ياسين | 648                       | 11.88%                       |                            |                               |
| أحمد عرفة       | 348                       | 6.38%                        |                            |                               |
| خالد جمال       | 171                       | 3.14%                        |                            |                               |
| خلود عربي       | 664                       | 12.18%                       |                            |                               |
| أحمد الوزان     | 621                       | 11.39%                       |                            |                               |
| محمد الجبن      | 626                       | 11.48%                       |                            |                               |

| الاسم         | عدد الأصوات الجولة الأولى | النسبة المئوية الجولة الأولى | عدد الأصوات الجولة الثانية | النسبة المئوية الجولة الثانية |
| ------------- | ------------------------- | ---------------------------- | -------------------------- | ----------------------------- |
| أحمد الأنصاري | 3087                      | 53.01%                       |                            |                               |
| عيسى سالمين   | 495                       | 8.50%                        |                            |                               |
| محمد الرفاعي  | 2241                      | 38.49%                       |                            |                               |

| الاسم          | عدد الأصوات الجولة الأولى | النسبة المئوية الجولة الأولى | عدد الأصوات الجولة الثانية | النسبة المئوية الجولة الثانية |
| -------------- | ------------------------- | ---------------------------- | -------------------------- | ----------------------------- |
| يوسف الصباغ    | 2699                      | 41.81%                       | 3072                       | 53.58%                        |
| عمر عبد الرحمن | 1244                      | 19.27%                       | 2662                       | 46.42%                        |
| فهد بورشيد     | 244                       | 3.78%                        |                            |                               |
| شكري بن هندي   | 1060                      | 16.42%                       |                            |                               |
| حمزة علي       | 741                       | 11.48%                       |                            |                               |
| إبراهيم سند    | 467                       | 7.23%                        |                            |                               |

| الاسم           | عدد الأصوات الجولة الأولى | النسبة المئوية الجولة الأولى | عدد الأصوات الجولة الثانية | النسبة المئوية الجولة الثانية |
| --------------- | ------------------------- | ---------------------------- | -------------------------- | ----------------------------- |
| محمد موسى       | 4331                      | 60.51%                       |                            |                               |
| طارق دراج       | 964                       | 13.47%                       |                            |                               |
| عادل السبيعي    | 1195                      | 16.69%                       |                            |                               |
| محمد النجدي     | 155                       | 2.17%                        |                            |                               |
| داود السيد أحمد | 513                       | 7.17%                        |                            |                               |

| الاسم              | عدد الأصوات الجولة الأولى | النسبة المئوية الجولة الأولى | عدد الأصوات الجولة الثانية | النسبة المئوية الجولة الثانية |
| ------------------ | ------------------------- | ---------------------------- | -------------------------- | ----------------------------- |
| نجيب الكواري       | 2026                      | 30.72%                       | 2974                       | 51.61%                        |
| محمد جناحي         | 1516                      | 22.98%                       | 2789                       | 48.39%                        |
| نعيمة البلوشي      | 450                       | 6.82%                        |                            |                               |
| حمد حربي           | 291                       | 4.41%                        |                            |                               |
| إبراهيم أبو بكر    | 895                       | 13.57%                       |                            |                               |
| يوسف خميري         | 35                        | 0.53%                        |                            |                               |
| محمد يوسف          | 105                       | 1.59%                        |                            |                               |
| عبد الواحد البلوشي | 1278                      | 19.38%                       |                            |                               |

| الاسم           | عدد الأصوات الجولة الأولى | النسبة المئوية الجولة الأولى | عدد الأصوات الجولة الثانية | النسبة المئوية الجولة الثانية |
| --------------- | ------------------------- | ---------------------------- | -------------------------- | ----------------------------- |
| عبد اللطيف محمد | 1457                      | 23.10%                       | 3148                       | 53.90%                        |
| محمد الكعبي     | 1865                      | 29.57%                       | 2692                       | 46.10%                        |
| طلال السرديه    | 1363                      | 21.61%                       |                            |                               |
| جمال جاسم       | 920                       | 14.58%                       |                            |                               |
| جاسم عريك       | 405                       | 6.42%                        |                            |                               |
| أحمد السبيعي    | 298                       | 4.72%                        |                            |                               |

| الاسم          | عدد الأصوات الجولة الأولى | النسبة المئوية الجولة الأولى | عدد الأصوات الجولة الثانية | النسبة المئوية الجولة الثانية |
| -------------- | ------------------------- | ---------------------------- | -------------------------- | ----------------------------- |
| بدر التميمي    | 1976                      | 38.92%                       | 2819                       | 59.22%                        |
| ناصر المنصوري  | 1246                      | 24.54%                       | 1941                       | 40.78%                        |
| طارق العيد     | 499                       | 9.83%                        |                            |                               |
| محمد البوعينين | 346                       | 6.82%                        |                            |                               |
| محمد صديق      | 116                       | 2.28%                        |                            |                               |
| علي الكعبي     | 894                       | 17.61%                       |                            |                               |

| الاسم       | عدد الأصوات الجولة الأولى | النسبة المئوية الجولة الأولى | عدد الأصوات الجولة الثانية | النسبة المئوية الجولة الثانية |
| ----------- | ------------------------- | ---------------------------- | -------------------------- | ----------------------------- |
| بدر الدوسري | 2679                      | 71.12%                       |                            |                               |
| سعد التنيب  | 1088                      | 28.88%                       |                            |                               |

| الاسم        | عدد الأصوات الجولة الأولى | النسبة المئوية الجولة الأولى | عدد الأصوات الجولة الثانية | النسبة المئوية الجولة الثانية |
| ------------ | ------------------------- | ---------------------------- | -------------------------- | ----------------------------- |
| عيسى الدوسري | 927                       | 91.42%                       |                            |                               |
| محمد الدوسري | 87                        | 8.58%                        |                            |                               |